# Котинга
Котинга (Cotinga) — рід горобцеподібних птахів родини котингових (Cotingidae). Рід поширений у Центральній та Південній Америці від Мексики до Бразилії. Ці птахи живляться фруктами та насінням на деревах.

## Види
Рід містить 7 видів:
- Cotinga amabilis — котинга мексиканська
- Cotinga cayana — котинга бірюзова
- Cotinga cotinga — котинга пурпурова
- Cotinga maculata — котинга смугастовола
- Cotinga maynana — котинга жовтоока
- Cotinga nattererii — котинга венесуельська
- Cotinga ridgwayi — котинга панамська